# Solanum brownii
Solanum brownii är en potatisväxtart som beskrevs av Michel Félix Dunal. Solanum brownii ingår i släktet skattor som ingår i familjen potatisväxter. Inga underarter finns listade i Catalogue of Life.